# Évran
 Évran (en bretó Evrann, gal·ló Evran) és un municipi francès, situat a la regió de Bretanya, al departament de Costes del Nord. L'any 2009 tenia 1.671 habitants.

## Demografia
| 1962                                       | 1968 | 1975 | 1982 | 1990 | 1999 |
| ------------------------------------------ | ---- | ---- | ---- | ---- | ---- |
| 1380                                       | 1468 | 1524 | 1596 | 1561 | 1473 |
| Des de 1962: població sense dobles comptes |      |      |      |      |      |

## Administració
| Període | Identitat              | Partit |
| ------- | ---------------------- | ------ |
| 2001-   | Marie-Annick Mauffrais |        |